# Танака Ґіїті
Танака Ґіїті (яп. 田中 義一; 22 червня 1863, Хаґі — 29 вересня 1929, Токіо) — японський військовий і державний діяч, барон (1920), повний генерал (1921).

## Життєпис
Був військовим аташе в Російській імперії. Під час Російсько-японської війни 1904—1905 рр. служив в штабі японської Маньчжурської армії, потім — у Генеральному штабі. У 1918–1921 рр. і в 1923–1924 рр. входив до уряду як військовий міністр.
Йому приписується авторство документа, що отримав назву Меморандум Танаки (25 липня 1927 р.), в якому намічалися шляхи широкої військової експансії на Азійському континенті. Був одним з організаторів японської інтервенції на радянському Далекому Сході у 1918–1922 рр. В 1925 р. очолив партію Ріккен Сейюкай. У 1927 р. став прем'єр-міністром колоній.
У період перебування Танака при владі були проведені перші в історії Японської імперії парламентські вибори на основі загального (для чоловіків) виборчого права (1928 р.). Разом з тим проводилися масові арешти комуністів і «співчуваючих», були розпущені профспілкові та інші громадські організації лівого спрямування. Зовнішня політика кабінету Танака характеризувалася посиленням японського втручання у внутрішні справи Республіки Китай (вторгнення до провінції Шаньдун у 1927-му і 1928 р.). Через провал експансіоністської політики в Республіці Китай, Танака 2 липня 1929 р. був звільнений з посади прем'єр-міністра.